# Athyrma resecta
Athyrma resecta är en fjärilsart som beskrevs av Paul Dognin 1912. Athyrma resecta ingår i släktet Athyrma och familjen nattflyn. Inga underarter finns listade i Catalogue of Life.